# چلسی پاپنز
چلسی پاپنز (انگلیسی: Chelsea Poppens؛ زادهٔ ۱۹ فوریهٔ ۱۹۹۱) بازیکن بسکتبال اهل ایالات متحده آمریکا است.